# Thyonicola
Thyonicola is een geslacht van weekdieren uit de klasse van de Gastropoda (slakken).

## Soorten
- Thyonicola americana Tikasingh, 1961
- Thyonicola dogieli (A. V. Ivanov, 1945)
- Thyonicola mortenseni Mandahl-Barth, 1941